# 1956年夏季奥林匹克运动会埃塞俄比亚代表团
1956年夏季奥林匹克运动会埃塞俄比亚代表团是埃塞俄比亚派出的1956年夏季奥林匹克运动会代表团。